# Julius Brammer
 (novembre 2023).
Si vous disposez d'ouvrages ou d'articles de référence ou si vous connaissez des sites web de qualité traitant du thème abordé ici, merci de compléter l'article en donnant les références utiles à sa vérifiabilité et en les liant à la section « Notes et références ».
Julius Brammer (né le 9 mars 1877 à Sehradice, mort le 18 avril 1943 à Juan-les-Pins) est un librettiste autrichien.

## Biographie
Julius Brammer est d'abord acteur et a un premier engagement au Staatstheater am Gärtnerplatz de Munich. Il vient ensuite au Theater an der Wien où on le voit dans des opérettes.
En 1908, il se consacre davantage à l'écriture et fait des livrets d'opérettes — souvent avec Alfred Grünwald — pour Leo Ascher, Edmund Eysler, Leo Fall, Emmerich Kálmán, Robert Stolz et Oscar Straus.
Au moment de l'Anschluss en 1938, il part en exil à cause de son origine juive. Il vit d'abord à Paris puis, quand la capitale est envahie, dans la Côte d'Azur.

## Œuvre
- Elektra. Opérette parodique en un acte de Julius Brammer et Alfred Grünwald, musique de Béla Laszky. Franz Bard & Bruder, Vienne (vers 1905).
- Die Dame in Rot. Opérette en trois actes de Julius Brammer et Alfred Grünwald, musique de Robert Winterberg. Drei Masken Verlag, Munich 1911.
- Hoheit tanzt Walzer. Opérette en trois actes de Julius Brammer et Alfred Grünwald. musique de Leo Ascher. Karczag, Vienne 1912.
- Der lachende Ehemann. Opérette en trois actes de Julius Brammer et Alfred Grünwald, musique d'Edmund Eysler. Karczag, Vienne 1913.
- Die ideale Gattin. Opérette en trois actes de Julius Brammer et Alfred Grünwald, musique de Franz Lehár. Doblinger, Vienne 1913.
- Die schöne Schwedin. Opérette en trois actes de Julius Brammer et Alfred Grünwald, musique de Robert Winterberg. Karczag, Vienne 1915.
- Die Kaiserin, auch Fürstenliebe. Opérette en trois actes de Julius Brammer et Alfred Grünwald d'après Franz von Schönthan, musique de Leo Fall. Bloch, Berlin & Berte, Vienne 1916.
- Die Rose von Stambul (de). Opérette en trois actes de Julius Brammer et Alfred Grünwald, musique de Leo Fall. Karczag, Vienne 1916.
- Bruder Leichtsinn. Opérette en un prologue et deux actes de Julius Brammer et Alfred Grünwald, musique de Leo Ascher. Karczag, Vienne 1917.
- Dichterliebe. (Heinrich Heine). Singspiel en trois actes de Julius Brammer et Alfred Grünwald, musique de Felix Mendelssohn-Bartholdy arrangé par Emil Stern. Karczag, Vienne 1918.
- Der letzte Walzer. Opérette en trois actes de Julius Brammer et Alfred Grünwald, musique d'Oscar Straus. Drei Masken Verlag, Munich 1920.
- Die Tangokönigin. Opérette en trois actes de Julius Brammer et Alfred Grünwald, musique de Franz Lehár. Doblinger, Vienne 1921.
- Die Bajadere. Opérette en trois actes de Julius Brammer et Alfred Grünwald, musique d'Emmerich Kálmán. Drei Masken Verlag, Munich 1921.
- Die Perlen der Cleopatra. Opérette en trois actes de Julius Brammer et Alfred Grünwald, musique d'Oscar Straus. Drei Masken Verlag, Berlin 1923.
- Comtesse Maritza. Opérette en trois actes de Julius Brammer et Alfred Grünwald, musique d'Emmerich Kálmán. Karczag, Vienne 1924.
- La Princesse de cirque. Opérette en trois actes de Julius Brammer et Alfred Grünwald, musique d'Emmerich Kálmán. Karczag, Vienne 1926.
- Die gold’ne Meisterin. Opérette en trois actes de Julius Brammer et Alfred Grünwald, musique d'Edmund Eysler. Karczag, Vienne 1927.
- Die Herzogin von Chicago. Opérette en un prologue, deux actes et un épilogue de Julius Brammer et Alfred Grünwald, musique d'Emmerich Kálmán. Karczag, Vienne 1928.
- Das Veilchen vom Montmartre. Opérette en trois actes de Julius Brammer et Alfred Grünwald, musique d'Emmerich Kálmán. Crescendo, Berlin 1930.
- Der Bauerngeneral. Opérette en trois actes de Julius Brammer et Gustav Beer, musique d'Oscar Straus. Karczag, Vienne 1931.
- Donauliebchen. Opérette en trois actes de Julius Brammer und Emil Marboth, musique d'Edmund Eysler. Karczag, Vienne 1932.
- Die Dame mit dem Regenbogen. Opérette en trois actes de Julius Brammer et Gustav Beer, musique de Jean Gilbert. Karczag, Vienne 1933.
- Bozena. Opérette en trois actes de Julius Brammer et Alfred Grünwald, musique d'Oscar Straus. Weinberger, Vienne 1952.

## Source de la traduction
- (de) Cet article est partiellement ou en totalité issu de l’article de Wikipédia en allemand intitulé « Julius Brammer » (voir la liste des auteurs).

## Adaptations
- Gräfin Mariza, un film allemand de 1932 réalisé par Richard Oswald.